# Barbut verd carablau
El barbut verd carablau (Psilopogon asiaticus) és una espècie d'ocell de la família dels megalèmids (Megalaimidae) que habita boscos i jardins de les terres baixes fins als 2.000 m, des dels turons de l'Himàlaia del nord del Pakistan i nord i est de l'Índia fins al sud de la Xina i cap al sud fins Myanmar, nord-oest i sud-oest de Tailàndia peninsular, nord de Laos i nord del Vietnam.